# Coreia do Sul nos Jogos Olímpicos de Verão de 2020
A Coreia do Sul está representada nos Jogos Olímpicos de Verão de 2020 por um total de 230 desportistas, 128 homens e 102 mulheres, que competem em 29 desportos. O responsável pela equipa olímpica é o Comité Olímpico Coreano, bem como as federações desportivas nacionais da cada desporto com participação.
Os portadores da bandeira na cerimónia de abertura foram o nadador Hwang Sun-Woo e a jogadora de voleibol Kim Yeon-Koung.